# Veronica Palm
Anna (Veronica) Helén Palm (ur. 1 lutego 1973 w Karlskronie) – szwedzka polityk, posłanka do Parlamentu Europejskiego IV kadencji, deputowana do Riksdagu.

## Życiorys
Kształciła się w zakresie opieki nad dziećmi. W latach 1991–1996 pracowała jako niania. Studiowała w międzyczasie na Uniwersytecie w Linköping. W 1996 krótko pracowała w administracji państwowej, po czym została zatrudniona w centrali związkowej LO w Linköping. Zaangażowała się w działalność polityczną w ramach Szwedzkiej Socjaldemokratycznej Partii Robotniczej, od 1993 do 1999 była członkinią władz krajowych jej organizacji młodzieżowej SSU.
W latach 1998–1999 zasiadała w Europarlamencie IV kadencji, wchodziła w skład grupy socjalistycznej. Później zatrudniona przez trzy lata w jednej z organizacji pozarządowych w Sztokholmie. W 2002, 2006, 2010 i 2014 wybierana z ramienia socjaldemokratów na posłankę do Riksdagu. Awansowała jednocześnie w strukturach partyjnych, wchodząc w skład krajowych władz wykonawczych partii. W 2014 wymieniano jej nazwisko jako kandydatkę do objęcia stanowiska ministerialnego, jednakże nie weszła w skład gabinetu Stefana Löfvena. We wrześniu 2015 zrezygnowała z mandatu poselskiego.